# توماس رياض
توماس رياض (بالسويدية: Tomas Riad)‏ هو لغوي وكاتب سويدي، ولد في 15 نوفمبر 1959 في أوبسالا في السويد.